# Șipotele
Șipotele (antiguamente Ghiol-Punar) es una localidad rumana de la comuna de Deleni, en el condado de Constanța.

## Toponimia
El antiguo nombre del lugar puede encontrarse escrito con grafías como Ghiol-Punar, Ghiolpunar y Göl-Pinar. Pasó a llamarse Șipotele.

## Historia
Hacia comienzos del siglo XX, la localidad, que ya por entonces pertenecía al condado de Constanța, formaba parte de la comuna de Hazarlîc y tenía contabilizada una población, compuesta principalmente por rumanos y búlgaros, de 370 habitantes.
En la segunda mitad del siglo XX la localidad había pasado a formar parte de la comuna de Deleni. En el censo de 2021 la localidad tenía una población de 499 habitantes.